# آرتور اشمیت (ژنرال)
آرتور اشمیت (به آلمانی: Arthur Schmidt) (۲۵ اکتبر ۱۸۹۵ – ۵ نوامبر ۱۹۸۷) نظامی بلندپایه آلمانی در دوره رایش سوم بود که در جریان جنگ جهانی دوم در نیروی زمینی در جایگاه‌های ستادی خدمت کرد. او بیشتر در جایگاه ریاست ستاد ارتش ششم در نبرد استالینگراد شناخته می‌شود. اشمیت در پایان این نبرد به اسارت شوروی درآمد اما هیچگاه با دشمن همکاری نکرد. پس از جنگ سال ۱۹۵۵ آزاد شد و به آلمان بازگشت.

## سال‌های اولیه
آرتور اشمیت روز ۲۵ اکتبر سال ۱۸۹۵ در هامبورگ زاده شد. پدرش تاجر بود. خانواده‌اش سابقه نظامی‌گری نداشتند اما با آغاز جنگ جهانی اول داوطلب خدمت در نیروی زمینی امپراتوری آلمان شد. سال ۱۹۱۵ با درجه ستوان دوم هنگ ۲۶ پیاده‌نظام (۱ ماگدبورگر) به سلک افسران درآمد. با این هنگ در بلژیک، ناحیه رود مارن، نبرد سُم و سایر نقاط در جبهه غربی به رزم پرداخت. در این مدت به ترتیب فرمانده دسته، آجودان گردان، فرمانده گروهان و آجودان هنگ بود و نشان‌هایی چون نشان خاندان هوهن‌تسولرن، هر دو درجه نشان صلیب آهنین و نشان سیاه زخم را دریافت کرد.

## رایشسور
اشمیت پس از جنگ مدتی سال ۱۹۱۹ با فرایکور بود. سپس سال ۱۹۲۰ به رایشسور پیوست و در هنگ ۱۲ پیاده‌نظام در هالبرشتات قرار گرفت. بعداً به گروهان ۱۱ در ماگدبورگ منتقل شد. سال ۱۹۲۳ به درجه ستوان یکم ترفیع گرفت. سال ۱۹۲۴ دوره آموزشی ستاد کل را در ستاد لشکر یکم پیاده‌نظام در کونیکسبرک آغاز کرد. به ممنوعیت ستاد کل در نیروهای مسلح آلمان بر مبنای پیمان ورسای، بین سال‌های ۱۹۲۶ و ۱۹۲۷ دوره مخفی راینهارت (اِر) را در برلین گذراند و به عنوان افسر ستادی به هالبرشتات بازگشت. سال ۱۹۲۸ به درجه سروان ترفیع گرفت.
اشمیت سال ۱۹۲۹ به دفتر نیرو (عنوان پوششی ستاد کل) در برلین منتقل شد و بین سال‌های ۱۳۹۰ و ۱۹۳۱ آجودان سرتیپ ویلهلم آدام، رئیس این دفتر بود. سپس به دفتر اطلاعات ارتش‌های خارخ منتقل شد. سال ۱۹۳۴ به درجه سرگرد ترفیع و در قرارگاه منطقه نظامی شماره ۶ در مونستر قرار گرفت. اشمیت سال ۱۹۳۷ افسر عملیات‌های سپاه ۶ شد.

## ورماخت
اشمیت یکی از باورمندان به توانمندی آدولف هیتلر بود. با به قدرت رسیدن حزب ناسیونال سوسیالیست و در جریان تسلیح مجدد آلمان پیشرفت پرسرعتی داست. اشمیت در کارهای ستادی دقت بالایی به جزئیات داشت اما آن‌چنان مبادی به آداب نبود. او را در تعامل با دیگران «قلدر مستبد» توصیف کرده‌اند. بیشتر افسرانی که با اشمیت در برخورد بودند نظر مناسبی نسبت به نداشتند.

### جنگ جهانی دوم
ترفیع درجات:
- ۸ مه ۱۹۱۵: ستوان دوم
- ۱ نوامبر ۱۹۲۳: ستوان یکم
- ۱ ژوئیه ۱۹۲۸: سروان
- ۱ اکتبر ۱۹۳۴: سرگرد
- ۱ اوت ۱۹۳۷: سرهنگ دوم
- ۱ فوریه ۱۹۴۰: سرهنگ
- ۱ ژوئن ۱۹۴۲: سرتیپ
- ۱۷ ژانویه ۱۹۴۳: سرلشکر

#### نبرد استالینگراد
اشمیت سال ۱۹۴۲ به درجه سرتیپ ترفیع گرفت و روز ۲۰ ژوئن همان سال به عنوان رئیس ستاد ارتش ششم فریدریش پائولوس منصوب شد. در جریان تهاجم به سمت استالینگراد و نبرد بر سر این شهر اشمیت نفوذ زیادی بر تصمیم‌گیری‌های سپهبد پائولوس داشت. اشمیت در شرایط دشوار این آوردگاه بسیار به آینده خوش‌بین بود. در پی به محاصره افتادن ارتش ششم در نبرد استالینگراد، اغلب ژنرال‌ها که خواهان خروج بلافاصله بودند، اشمیت از فرمان هیتلر برای پایداری در محل هوادار می‌کرد. او از فرماندهان ارشد می‌خواست وحشت‌زده نشوند چرا که هنوز دلیلی برای سربرتافتن از دستور فرماندهی عالی وجود ندارد. پائولوس هم همانند او مطیع فرمان هیتلر بود. اشمیت پیشنهاد کرد ارتش ششم در مواجهه با کمبود غذا، تا از پیش رسیدن تدارکات از طریق هوایی توسط لوفت‌وافه، شروع به خوردن اسب‌ها بکند که پائولوس با او موافقت کرد. به جهت نشان دادن چنین وفاداری، پائولوس به ترفیع اشمیت کرد که روز ۱۷ ژانویه سال ۱۹۴۳ به درجه سرلشکر نائل آمد. درحالی‌که اوضاع به حد اعلای وخامت درون محاصره رسیده بود، فرماندهی نیروهای ارتش ششم از روز ۲۵ ژانویه با زخمی که پائولوس در ناحیه سر برداشت، تقریباً بدون دخالت در دست اشمیت بود. قرارگاه فرماندهی ارتش ششم در نهایت روز ۳۱ ژانویه، پس از مذاکراتی که توسط خود اشمیت انجام گرفت، تسلیم دشمن شد.

## دوره اسارت
اشمیت در دوران اسارت همکاری برخی آلمانی‌ها، از جمله والتر فون زایدلیتس-کورتسباخ، با شوروی را تقبیح می‌کرد. برخلاف پائولوس که در نهایت با شوروی همکاری کرد، اشمیت، با همان سرسختی همیشگی، هیچگاه سر به این عمل ننهاد و حتی نظرات مخالف خود را نیز ابراز می‌نمود. گفته می‌شود تا وقتی هم‌بند پائولوس بود اجازه نمی‌داد او هم چنین کنند؛ تا این که اشمیت را به جای دیگری بردند و مقاومت پائولوس شکسته شد. شکنجه‌هایی که بر اشمیت روا شد، از جمله حبس‌های طولانی مدت انفرادی، هم نتوانست او را از این طریق بازگرداند. شوروی که دیگر امیدی در او نداشت، او را به ۲۵ سال زندان با اعمال شاقه محکوم کرد.

## پس از جنگ
پس از پایان جنگ، در پی مذاکرات کنراد آدناوئر، صدراعظم آلمان غربی، اشمیت به عنوان یکی از آخرین آلمانی‌های در بند ماه اکتبر سال ۱۹۵۵ آزاد شد و به زادگاه خود هامبورگ بازگشت. او همواره در مابقی طول زندگی از همکاری‌کنندگان در اسارت با شوروی ابراز انزجار می‌کرد. سرلشکر آرتور اشمیت در نهایت روز ۵ نوامبر سال ۱۹۸۷ در کارلسروهه درگذشت.

## کتابشناسی
- Mitcham, Samuel W. Jr.; Mueller, Gene (2012). Hitler's Commanders: Officers of the Wehrmacht, the Luftwaffe, the Kriegsmarine, and the Waffen-SS. Rowman & Littlefield. ISBN 978-1-4422-1153-7.